# Rasema Handanović
Rasema Handanović (* 25. September 1972 in Sanski Most, Jugoslawien) ist eine ehemalige bosniakische Soldatin der bosniakischen paramilitärischen Einheit Zulfikar, die der Armija Republike Bosne i Hercegovine (ARBiH) unterstellt war, und verurteilte Kriegsverbrecherin. 2012 wurde sie wegen ihrer Beteiligung an der Ermordung von drei kroatischen Zivilisten und drei Kriegsgefangenen zu fünfeinhalb Jahren Haft verurteilt. Im April 1993 waren im südbosnischen Dorf Trusina nahe Konjic insgesamt 22 Kroaten von der Einheit namens Zulfikar (Dhū l-faqār), der Handanović angehörte, ermordet worden, was heute auch als Massaker von Trusina bekannt ist. Sie war die erste Frau, die wegen Kriegsverbrechen im Bosnienkrieg verurteilt wurde. Die ehemalige Soldatin hatte gestanden, an der Hinrichtung von Kroaten beteiligt gewesen zu sein.

## Hintergrund
Am 16. April 1993 begann die bosnische Armee um Konjic eine Offensive gegen die kroatischen Einheiten der Hrvatsko vijeće obrane (HVO). Nach stundenlangen Kämpfen durchbrachen bosnische Einheiten die kroatische Verteidigung und nahmen kroatische Zivilisten und Soldaten gefangen. Im Dorf Trusina wurden insgesamt 18 kroatische Zivilisten, darunter zwei Kinder, sowie vier kroatische Kriegsgefangene von der bosniakischen paramilitärischen Einheit Zulfikar der bosnischen Armee ermordet, der Handanović angehörte. Sie emigrierte 1996 in die USA, wo sie 2002 die amerikanische Staatsbürgerschaft erlangte. Sie lebte zusammen mit ihrem Sohn und ihren Eltern in Beaverton, einem Vorort von Portland, Oregon. Nachdem Bosnien und Herzegowina ein Auslieferungsgesuch gestellt hatte, wurde Handanović im April 2011 verhaftet und am 27. Dezember 2011 nach Sarajevo ausgeliefert.
Handanović hatte während des Verfahrens zugegeben, an der Tötung von drei kroatischen Zivilisten und drei Kriegsgefangenen beteiligt gewesen zu sein, und willigte ein, gegen die anderen Mitglieder der Einheit auszusagen. Diese standen bzw. stehen in Bosnien noch wegen der Morde in Trusina vor Gericht, darunter Mensuru Memić, Dževad Saličin, Senad Hakalović, Nedžad Hodžić, Nihadu Bojadžić, Zulfikar Ališpago, Jusuf Hadžalija und Edin Džeko (nicht zu verwechseln mit dem Fußballspieler Edin Džeko). Im Gegenzug sicherte ihr die Staatsanwaltschaft eine mildere Strafe zu. Die fünfeinhalb Jahre Haft, die sie für die Taten erhielt, stießen auf scharfe Kritik, da sie für sechs Morde zu niedrig sei, so die Kritiker. Das Gericht hatte der Angeklagten positiv angerechnet, dass sie sämtliche Beweise bezüglich des Angriffs auf Trusina zugänglich gemacht und gegenüber den Angehörigen der Opfer Reue gezeigt habe.